# Ettingshausen-Effekt
Der Ettingshausen-Effekt, benannt nach  Albert von Ettingshausen, beschreibt das Auftreten einer Temperaturdifferenz in einem stromdurchflossenen Leiter, der sich in einem stationären Magnetfeld befindet. Er gehört zu den  galvanomagnetischen Effekten.

Wenn ein Strom I senkrecht zu einem Magnetfeld B fließt, tritt senkrecht zu ihnen eine Temperaturdifferenz ΔT auf.

Wenn in eine Richtung (y) ein Strom Iy mit der Stromdichte jy fließt und senkrecht dazu (z) ein Magnetfeld der Flussdichte Bz einwirkt, entsteht senkrecht zu beiden ein Temperaturgradient  
{\displaystyle {\frac {{\text{d}}T}{{\text{d}}x}}=P_{\mathrm {E} }\cdot j_{\mathrm {y} }\cdot B_{\mathrm {z} }}.
PE ist hierbei der Ettingshausen-Koeffizient, der die Einheit  K·m/(A·T) = K·m3/J  hat. Mit dem Nernst-Koeffizienten N hängt er über die Bridgman-Relation
{\displaystyle P_{\mathrm {E} }=N\cdot T/\kappa }
zusammen, wobei T die Temperatur und κ die Wärmeleitfähigkeit ist.
Ursache des Effekts ist die Lorentzkraft, die die beweglichen Ladungsträger (Elektronen) vermehrt auf eine Seite des Leiters treibt (Hall-Effekt). Langsame Elektronen werden dabei stärker abgelenkt als schnelle. Da sie geringere Energie haben als schnelle, ist die Seite, zu der sie hingelenkt werden, kühler als die andere. Der Effekt tritt vor allem bei Metallen wie Bismut auf, die schlechte Stromleiter (hohe Erwärmung) und schlechte Wärmeleiter (langsamer Ausgleich der Temperaturdifferenz) sind. 
Der Ettingshausen-Effekt kann Messungen des Hall-Effekts verfälschen, weil durch die Temperaturdifferenz thermoelektrische Phänomene auftreten können. Da der Wärmetransport aber ein langsamer Prozess ist, kann man diese Fehlerquelle eliminieren, indem man den Hall-Effekt mit Wechselstrom misst.
Die Umkehrung des Ettingshausen-Effekts ist der thermomagnetische Nernst-Effekt, der auch als erster Ettingshausen-Nernst-Effekt bezeichnet wird. 